# Holázne
Holázne nebo Holáne  je geomorfologická část Trenčínské vrchoviny.  Zabírá centrální část podcelku, východně od Dubnice nad Váhom a nejvyšší vrch Hoľazne  dosahuje 901 m n. m. 

## Polohopis
Území zabírá centrální část podcelku Trenčianská vrchovina a sousedí pouze s jejími částmi. Západním směrem sousedí rozsáhlá Teplická vrchovina, východním směrem Holázne vymezuje výrazná Porubská brázda. 
Vodní toky, pramenící v této části pohoří, odvádějí nadbytečnou vodu západním směrem do řeky Váh. Jde o menší potoky, např. Ilavka, Prejtský potok a Dubnický potok, část přítoků přibírá jižně tekoucí Teplička a severním okrajem vedoucí Porubský potok. 

## Ochrana území
Tato část Strážovských vrchů leží mimo území Chráněné krajinné oblasti. V jihozápadní části se nachází zvlášť chráněná přírodní rezervace Omšenská Baba, zabírající celý masiv 668 m n. m. vysokého vrchu nad obcí Omšenie. 

## Turismus
Centrální část Trenčianské vrchoviny patří mezi oblíbené a vyhledávané oblasti pohoří. Vysoké vrchy se skalnatými částmi poskytují jedinečné prostředí na turistiku, lezení i výhledy.

### Vybrané vrchy
- Hoľazne (901 m n. m.)
- Jedľovina (841 m n. m.)
- Beňova skála (808 m n. m.)
- Vlčinec (682 m n. m.)
- Omšenská Baba (668 m n. m.) [4]

### Turistické trasy
- po  červené značce (E8 a Cesta hrdinů SNP) z Trenčianskych Teplíc přes sedlo pod Omšenskou Babou do Hornej Poruby
- po  modré značce z Prejty na Vlčinec [4]